# Camptoloma interiorata
Camptoloma interiorata là một loài bướm đêm thuộc phân họ Arctiinae, họ Erebidae. Loài này có ở Trung Quốc, Nhật Bản, bán đảo Triều Tiên và vùng Viễn Đông Nga.
Sải cánh dài 30–33 mm.
Nó được xem là loài gây jaij cho loài Quercus và Sapium sebiferum.